# Leon Leja

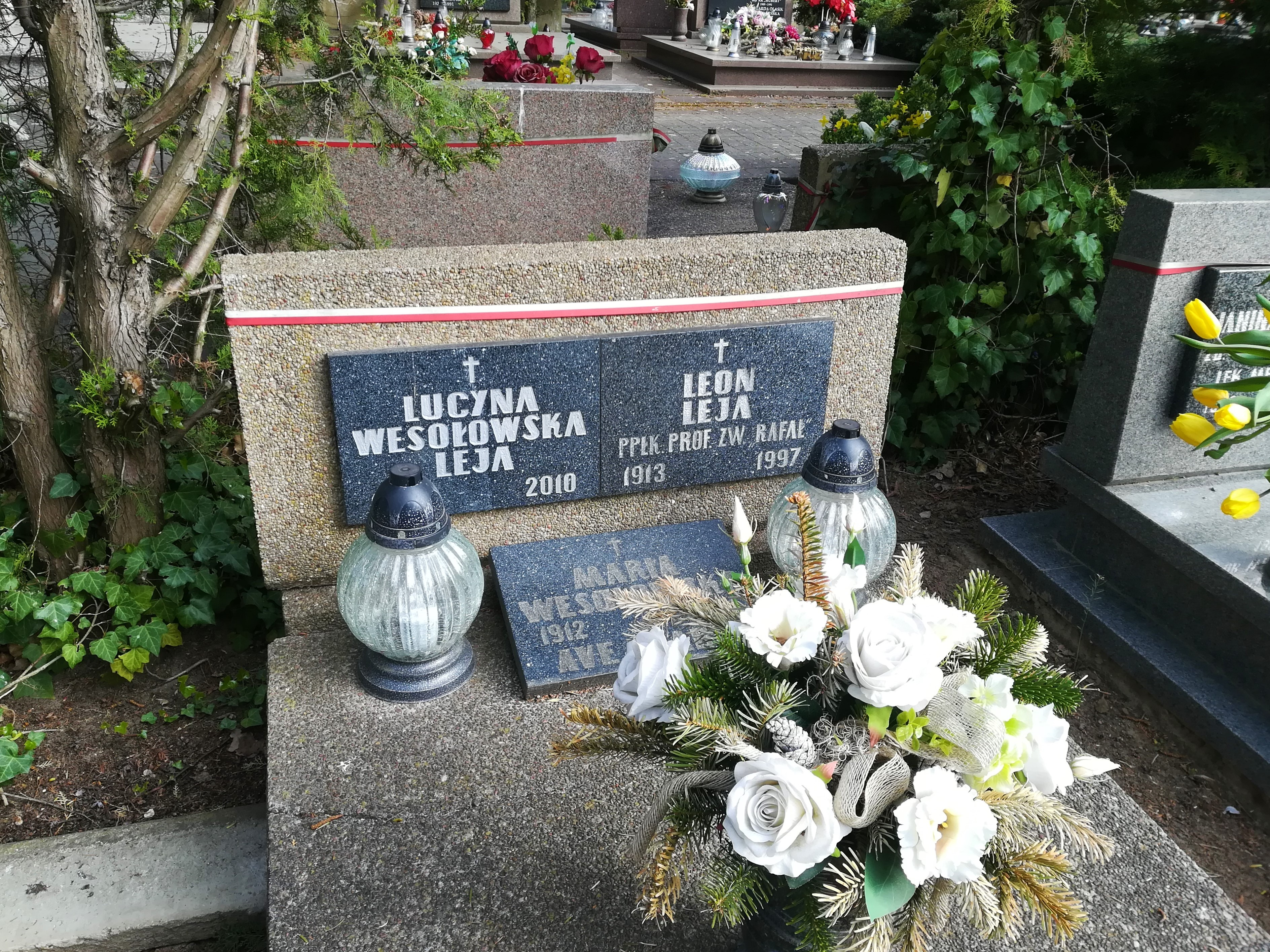
Grób na cmentarzu junikowskim

Leon Leja (ur. 21 czerwca 1913 w Żołyni, zm. 18 stycznia 1997 w Poznaniu) – polski pedagog, profesor Uniwersytetu im. Adama Mickiewicza w Poznaniu.

## Życiorys
Uczęszczał do gimnazjum we Lwowie oraz w Sokalu, następnie podjął studia na Uniwersytecie Jana Kazimierza we Lwowie, gdzie napisał pracę magisterską pt. Spółdzielczość a katolicka myśl społeczna. 
Był oficerem Armii Krajowej, posiadał stopień majora. Podczas II wojny światowej zajmował się także organizowaniem tajnego nauczania.
W 1947 roku był jednym z założycieli i pierwszych nauczycieli Państwowego Koedukacyjnego Gimnazjum i Liceum Handlowego w Kole. Był fundatorem szkolnego internatu i pełnił funkcję jego kierownika. W Kole pracował także jako nauczyciel w szkole podstawowej oraz w Liceum Ogólnokształcącym, jednocześnie studiował socjologię na Uniwersytecie im. Adama Mickiewicza w Poznaniu. W 1951 roku na UAM obronił rozprawę doktorską pt. Przeobrażenia społeczno-gospodarcze w powiecie kolskim (1918-1948).
Od 1957 roku mieszkał na stałe w Poznaniu, gdzie został wicedyrektorem tamtejszej Biblioteki Pedagogicznej, prowadził także wykłady w Studium Nauczycielskim oraz przygotowywał audycje pedagogiczne w Polskim Radiu. W 1960 roku został adiunktem w Katedrze Pedagogiki UAM. W 1964 roku uzyskał habilitację na podstawie rozprawy Kształcenie kadr zawodowych w konińskim i tarnobrzeskim rejonie przemysłowym.
W latach 1966–1983 był kierownikiem Międzywydziałowego Zakładu Nowych Technik Nauczania UAM, natomiast w latach 1970–1976 dyrektorem Instytutu Nowych Technik Kształcenia. W 1971 roku został profesorem nadzwyczajnym, a w 1977 roku profesorem zwyczajnym. Był jednym z pionierów koncepcji kształcenia multimedialnego. W 1984 roku przeszedł na emeryturę.
Był redaktorem rocznika naukowego Neodidagmata, poświęconego dydaktyce. Jego uczniem i następcą był prof. dr hab. Wacław Strykowski. W 1995 jako członek założyciel współtworzył Polskie Towarzystwo Technologii i Mediów Edukacyjnych.
Został pochowany 23 stycznia 1997 na cmentarzu na Junikowie w Poznaniu.

## Ważniejsze prace
- Kształcenie kadr zawodowych w konińskim i tarnobrzeskim rejonie przemysłowym (1964)
- Unowocześnianie infrastruktury dydaktycznej (1976)
- Techniczne środki dydaktyczne (1976)

## Odznaczenia
- Order Virtuti Militari V klasy
- Krzyż Komandorski Orderu Odrodzenia Polski
- Krzyż Walecznych
- Złoty Krzyż Zasługi z Mieczami
- Medal Komisji Edukacji Narodowej
- Odznaka tytułu honorowego „Zasłużony Nauczyciel Polskiej Rzeczypospolitej Ludowej”[10]

## Upamiętnienie
W Collegium im. Floriana Znanieckiego w Poznaniu znajduje się tablica upamiętniająca Leona Leję, odsłonięta 30 marca 2016 o treści: Profesor Leon Leja, 1913-1997, Twórca polskiej szkoły technologii kształcenia. Tablica pierwotnie została odsłonięta 1 lipca 1999 w budynku UAM przy ul. Słowackiego 20 w Poznaniu, gdzie przez wiele lat pracował. Ponadto w latach 1999-2015 największa sala Zakładu Technologii Kształcenia mieszcząca się na I piętrze tego budynku - sala 12 - poświęcona była jego pamięci.